# 東帝汶國家體育場
東帝汶國家體育場（葡萄牙語：Estádio Nacional de Timor-Leste），又名帝力市立體育場（葡萄牙語：Estádio Municipal de Díli），是一個位於東帝汶帝力的綜合體育場，能容納5,000名觀眾，主要用作足球比賽場地。

## 歷史
1999年东帝汶危机，此體育場曾用作臨時難民營和緊急救援指站。
自2004年起，國家體育場用作東帝汶足球超級聯賽、Digicel盃、11月12日盃和東帝汶足球聯賽的決賽場地。2005年，著名足球員基斯坦奴·朗拿度拜訪此球場，並與時任總統沙纳纳·古斯芒合照。
2006年，球場再一次被用作臨時難民營，為超過1,000名流離失所的人提供庇護。
2015年3月12日，球場首次舉行東帝汶國家足球隊比賽，參加2018年國際足協世界盃外圍賽第一輪對蒙古的比賽，並以4-1獲勝。

## 設施
國家體育場能容納5,000名觀眾。體育場在2010年代曾兩度擴建翻新，分別在2011年和2016年進行。2011年的擴建在2012年4月由時任總統沙纳纳·古斯芒主持開幕儀式，而2016年擴建則耗資164萬美元，包括翻新座位，新建浴室和電力房及柱燈。2021年2月，基礎設施管理委員會（葡萄牙語：Conselho da Administração do Fundo das Infraestruturas）批准額外300,000美元繼續完成擴建。
體育場設有一條田徑賽道，有時用奧運訓練場地。球場的主看台為有蓋看台。
由於球場基建不足，國家足球隊有時需要在別國舉行主場比賽。